# Mistrzostwa Europy w Lekkoatletyce 1971 – bieg na 110 m przez płotki mężczyzn
Bieg na dystansie 110 metrów przez płotki mężczyzn był jedną z konkurencji rozgrywanych podczas X Mistrzostw Europy w Helsinkach. Biegi eliminacyjne zostały rozegrane 13 sierpnia, biegi półfinałowe 14 sierpnia, a bieg finałowy 15 sierpnia 1971 roku. Zwycięzcą tej konkurencji został reprezentant Niemieckiej Republiki Demokratycznej Frank Siebeck. W rywalizacji wzięło udział dwudziestu czterech zawodników z piętnastu reprezentacji.

## Rekordy
| Rekord świata     | Martin Lauer (FRG) | 13,2  | Zurych, Szwajcaria | 07.07.1959 |
| Rekord Europy     | Martin Lauer (FRG) | 13,2  | Zurych, Szwajcaria | 07.07.1959 |
| Rekord mistrzostw | Eddy Ottoz (ITA)   | 13,59 | Ateny, Grecja      | 20.09.1969 |

## Wyniki

### Eliminacje
Bieg 1
| Miejsce | Zawodnik              | Czas  | Uwagi |
| ------- | --------------------- | ----- | ----- |
| 1       | Sergio Liani          | 14,10 | Q     |
| 2       | Anatolij Mosziaszwili | 14,23 | Q     |
| 3       | Viorel Suciu          | 14,51 | Q     |
| 4       | Ragnar Moland         | 14,57 | Q     |
| 5       | Berwyn Price          | 14,57 |       |
| 6       | Daniel Riedo          | 14,66 |       |
| –       | Guy Drut              | DNF   |       |

Bieg 2
| Miejsce | Zawodnik          | Czas  | Uwagi |
| ------- | ----------------- | ----- | ----- |
| 1       | Lubomír Nádeníček | 13,98 | Q     |
| 2       | Marek Jóźwik      | 14,08 | Q     |
| 3       | Manfred Schumann  | 14,33 | Q     |
| 4       | Loránd Milassin   | 14,34 | Q     |
| 5       | Kenth Olsson      | 14,37 |       |

Bieg 3
| Miejsce | Zawodnik             | Czas  | Uwagi |
| ------- | -------------------- | ----- | ----- |
| 1       | Mirosław Wodzyński   | 14,14 | Q     |
| 2       | Günther Nickel       | 14,33 | Q     |
| 3       | Håkon Fimland        | 14,42 | Q     |
| 4       | František Slavotínek | 14,60 | Q     |
| 5       | Jesper Tørring       | 14,70 |       |
| 6       | Luigi Donofrio       | 14,95 |       |

Bieg 4
| Miejsce | Zawodnik         | Czas  | Uwagi |
| ------- | ---------------- | ----- | ----- |
| 1       | Frank Siebeck    | 13,97 | Q     |
| 2       | Leszek Wodzyński | 14,01 | Q     |
| 3       | Alan Pascoe      | 14,09 | Q     |
| 4       | Patrick Malrieux | 14,15 | Q     |
| 5       | Marco Acerbi     | 14,56 |       |
| 6       | Dragan Stoičević | 14,67 |       |

### Półfinały
Półfinał 1
| Miejsce | Zawodnik              | Czas  | Uwagi |
| ------- | --------------------- | ----- | ----- |
| 1       | Lubomír Nádeníček     | 14,02 | Q     |
| 2       | Leszek Wodzyński      | 14,05 | Q     |
| 3       | Anatolij Mosziaszwili | 14,10 | Q     |
| 4       | Mirosław Wodzyński    | 14,19 | Q     |
| 5       | Patrick Malrieux      | 14,28 |       |
| 6       | Manfred Schumann      | 14,52 |       |
| 7       | Viorel Suciu          | 14,55 |       |
| 8       | Ragnar Moland         | 14,68 |       |

Półfinał 2
| Miejsce | Zawodnik             | Czas  | Uwagi |
| ------- | -------------------- | ----- | ----- |
| 1       | Frank Siebeck        | 14,00 | Q     |
| 2       | Alan Pascoe          | 14,13 | Q     |
| 3       | Sergio Liani         | 14,13 | Q     |
| 4       | Marek Jóźwik         | 14,30 | Q     |
| 5       | Günther Nickel       | 14,31 |       |
| 6       | Håkon Fimland        | 14,41 |       |
| 7       | Loránd Milassin      | 14,54 |       |
| 8       | František Slavotínek | 14,83 |       |

### Finał
| Miejsce | Zawodnik              | Czas  |
| ------- | --------------------- | ----- |
| 1       | Frank Siebeck         | 14,00 |
| 2       | Alan Pascoe           | 14,09 |
| 3       | Lubomír Nádeníček     | 14,31 |
| 4       | Anatolij Mosziaszwili | 14,36 |
| 5       | Leszek Wodzyński      | 14,37 |
| 6       | Sergio Liani          | 14,40 |
| 7       | Marek Jóźwik          | 14,54 |
| 8       | Mirosław Wodzyński    | 14,78 |